# Егорова, Федора Петровна
Федора Петровна Егорова (14 марта 1934—2004) — первый профессиональный журналист-женщина из народа саха, лауреат республиканской журналистской премии «Золотое перо», главный редактор республиканской газеты «Кыым», отличник печати Республики Саха (Якутия).

## Биография
Родилась 14 марта 1934 года в Кобяйском улусе на участке Аһахтааччы 2-го Лючинского наслега седьмым младшим ребёнком в семье охотника Петра Егорова (якут. Бүөчүккэ Бүөтүр) и Дарии Ивановны.
Училась в Мастахской и средней школе п. Сангар. Окончила Якутское педучилище и после окончания в 1957—1958 гг. работала учительницей и пионервожатой в Тойбохойской средней школе Сунтарского улуса.
Активного молодого специалиста заметили, и в 1958 году направили учиться в Москву на курсы школы ЦК ВЛКСМ.
В 1962 году Федора поступила на факультет журналистики МГУ им. М. В. Ломоносова. Получив университетский диплом, с 1967 года работала в главной республиканской сахаязычной газете «Кыым», где трудилась в течение 36 лет — до последних дней своей жизни.
Как вспоминает народный поэт РС(Я) С. И. Тарасов, Федора Петровна, работая в 70—80 гг. в отделе культуры газеты «Кыым», оперативно и талантливо освещала разные актуальные вопросы, возникающие в сферах искусства, культуры, среди творческой интеллигенции республики.
Когда во времена реформ в 1993 году газету «Кыым» закрыли, связывая её деятельность с терявшей популярность коммунистической партией, журналист решительно выступила против. Федора Петровна была глубоко убеждена, что газета с её лучшими традициями должна приносить пользу своим читателям. Своей мужественностью, сильной гражданской позицией, объединила своих единомышленников и добилась воскрешения народной газеты и в течение девяти последующих лет, вплоть до своей кончины, была её руководителем.